# (9676) Eijkman
(9676) Eijkman (2023 P-L) – planetoida z grupy pasa głównego asteroid okrążająca Słońce w ciągu 5,4 lat w średniej odległości 3,08 j.a. Odkryta 24 września 1960 roku.